# Stamp Act
Der Stamp Act (deutsch: „Stempelgesetz“, „Stempelsteuergesetz“, „Stempelakte“ oder auch „Steuermarkengesetz“) war ein Gesetz zum Erlass einer Stempelsteuer, das am 22. März 1765 durch das britische Parlament verabschiedet und ab November 1765 gültig wurde. Er bestimmte, dass jedes offizielle Schriftstück und Dokument, aber auch Zeitungen, Karten- und Würfelspiele, in den nordamerikanischen Kolonien (den späteren USA) mit Steuermarken versehen werden mussten.

## Anlass

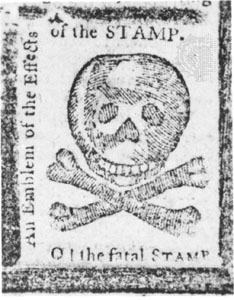
Reaktion im Pennsylvania Journal auf das Stempelgesetz, Oktober 1765

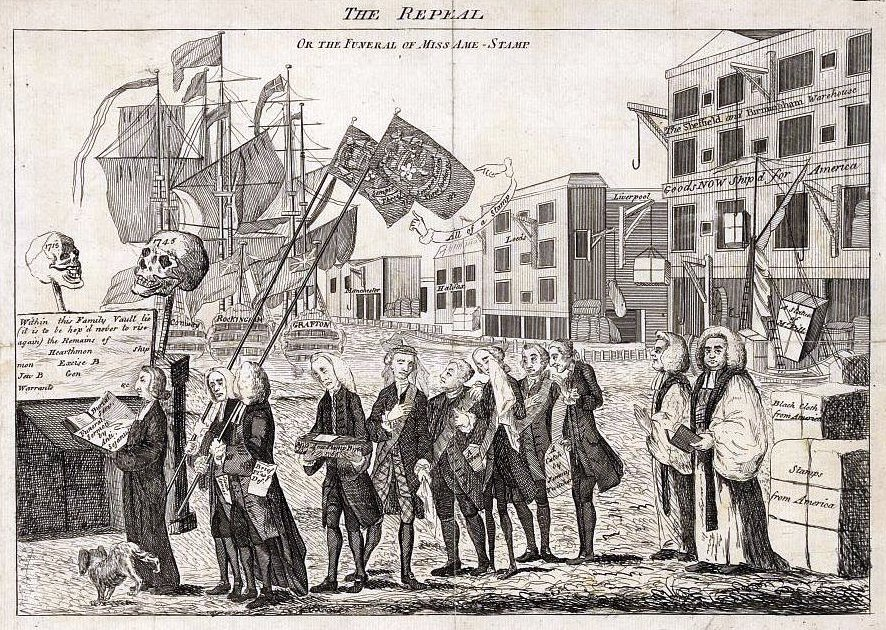
Karikatur von 1766, die die Aufhebung des Gesetzes als Beerdigung zeigt

Großbritannien hatte durch den Siebenjährigen Krieg (1756–1763) gegen Frankreich finanzielle Probleme und wollte diese durch die Stempelsteuer verringern. Außerdem verschlang die Stationierung von Truppen an der Grenze zum Indianergebiet, die nötig war, um weitere Konflikte zwischen Siedlern und der indigenen Bevölkerung Amerikas zu verhindern, ebenfalls Geld. An diesen Kosten sollten die Kolonien nun beteiligt werden.

## Widerspruch und Aufhebung
Aus Sicht der Kolonisten stellte dieses Gesetz einen Höhepunkt der auf eine gewisse Ausbeutung der Kolonien gerichteten Maßnahmen des britischen Gesetzgebers dar, da mit dem Stamp Act erstmals eine direkte Steuer erhoben wurde. Die Steuererträge waren von der Regierung Grenville zum Teil dazu gedacht, die Militärpräsenz kurz nach Ende des Siebenjährigen Kriegs (in Nordamerika: French and Indian War) zu finanzieren, zum Teil die kriegsbedingt schlechte Finanzlage des Mutterlandes auszugleichen.
Anlass zur heftigen Kritik war, dass eine direkte Besteuerung der Bürger der Kolonien nur mit deren Zustimmung erfolgen dürfe, also auf Beschluss der kolonialen Legislativen. Diese Kritik knüpfte an den Streit um die ein Jahr zuvor erlassenen Steuern an, den Sugar Act und den Currency Act, und offenbarte einen ideologischen Streit um die politische Repräsentation zwischen Großbritannien und den Kolonien. Vor allem Premierminister Grenville vertrat die Theorie der virtuellen Repräsentation, welche die Gesamtheit der britischen Untertanen im Parlament „virtuell“ vertreten sah und deren Zustimmung somit einfach vorausgesetzt werden konnte. Während aus dieser Sicht ein Parlamentsabgeordneter nicht seinen Wählern, sondern nur sich selbst verantwortlich war (freies Mandat), waren die Bewohner der Kolonien Verfechter eines imperativen Mandats, das heißt der unmittelbaren Verantwortung des Abgeordneten gegenüber seinen Wählern.
Dieses Argument war später auch für die amerikanische Unabhängigkeitserklärung entscheidend (no taxation without representation – keine Besteuerung ohne Vertretung). In den 1760er Jahren betrug die durchschnittliche Steuerlast eines Briten circa 25 Shilling und war damit circa fünfzigmal höher als die durchschnittliche Belastung eines Siedlers in Amerika. Die vergleichsweise niedrige Steuerbelastung der Kolonien lag in der sehr lockeren Kolonialpolitik Großbritanniens seit der Glorious Revolution 1688/1689 bis zum Siebenjährigen Krieg begründet, die nach Edmund Burke als „heilsame Vernachlässigung“ (salutary neglect) bezeichnet wird. Dies hatte sich ab 1763 zugunsten einer auf größere Effizienz strebenden Imperialpolitik der Regierung Grenville geändert. Die Forderung no taxation without representation war im Streit um den Stamp Act aber noch eine Forderung nach einer Rückkehr zur Kolonialpolitik des salutary neglect, die erst im Streit um den Tea Act und nach der Eskalation des Steuerstreits infolge der Boston Tea Party mit den Vergeltungsgesetzen (Coercive Acts) der Regierung North 1774 zur separatistischen Forderung wurde.

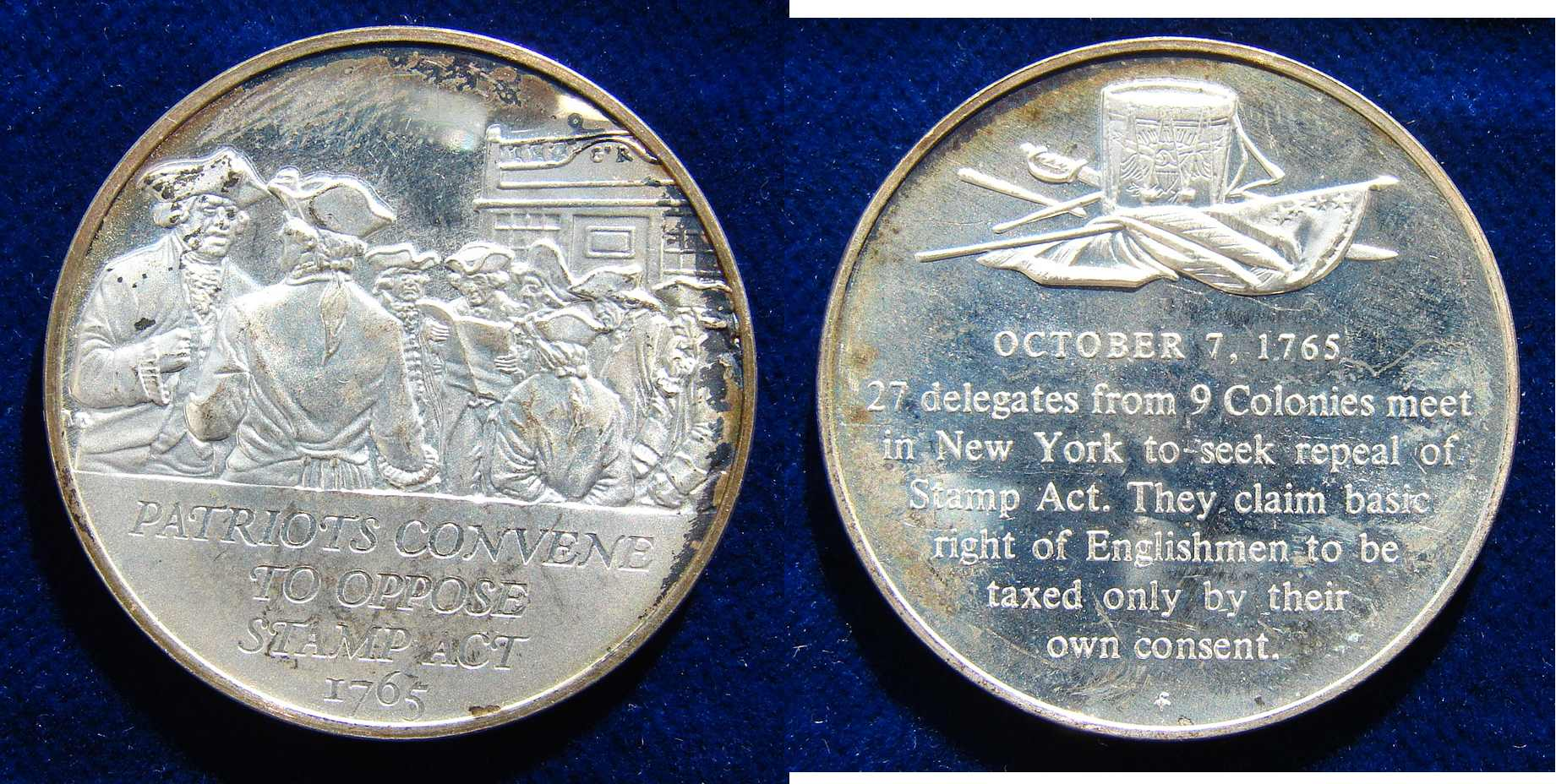
Franklin-Mint-Gedenkmedaille 1970 einer Serie über die Amerikanische Revolution: Der Stamp Act Congress von 27 Delegierten aus 9 Kolonien in New York ab dem 7. Oktober 1765.

Erster militanter Widerstand, angespornt durch die sogenannten Sons of Liberty, erhob sich und verhinderte die erfolgreiche Durchführung des Gesetzes und setzte Handelssanktionen gegen britische Waren durch. Die größten Proteste gab es in Boston. Bei den dortigen Protesten wurde unter anderem die Villa vom Gouverneur des Koloniegebietes Province of Massachusetts Bay, Thomas Hutchinson, geplündert. Dies sorgte bei einigen Reichen angesichts der großen Kluft zwischen Arm und Reich jedoch auch für Befürchtungen, dass sich die Auseinandersetzungen ausweiten und nicht nur gegen die pro-britischen Vertreter richten könnte. Schwarze wurden aus den Protesten ausgeschlossen und es wurde zur Mäßigung und Gewaltlosigkeit aufgerufen. Der Stamp Act war Anlass für eine Protestresolution, nachdem vom 7. bis 25. Oktober 1765 in New York der Stamp Act Congress stattgefunden hatte, den Vertreter von neun der dreizehn Kolonien besucht hatten.
Der Kongress verabschiedete die Declaration of Rights and Grievances (englisch für: Erklärung zu Rechten und Beschwerden), in der es unter anderem heißt:

„Es ist für die Freiheit eines Volkes unabdingbar und das unbezweifelte Recht von Engländern, dass ihnen keine Steuern auferlegt werden ohne ihre Zustimmung, die sie persönlich oder durch ihre Abgeordneten erteilt haben.

Das Volk dieser Kolonien ist im Unterhaus von Großbritannien nicht vertreten und kann es wegen der geographischen Gegebenheiten auch nicht sein.

Die einzigen Vertreter des Volkes dieser Kolonien sind Personen, die von ihm selbst gewählt worden sind. Keine Steuern sind ihm jemals in verfassungsmäßiger Weise auferlegt worden und können ihm in Zukunft auferlegt werden, außer durch seine jeweiligen Legislativen.

Da alle Bewilligungen für die Krone freiwillige Gaben des Volkes sind, ist es unvernünftig und unvereinbar mit den Grundsätzen und dem Geist der britischen Verfassung, dass das Volk Großbritanniens Seiner Majestät das Eigentum der Bewohner der Kolonien übereignet.“

Zuvor hatten die meisten Kolonien schon nach dem Vorbild der Virginia Resolves ähnliche Beschlüsse verabschiedet.
Das Gesetz wurde nach den Protesten am 18. März 1766 durch das Britische Parlament wieder aufgehoben, da unter anderem wirtschaftliche Schäden durch die verschlechterten Beziehungen zur Kolonie befürchtet wurden.